# Ngenge (Tansania)
Ngenge ist ein ländlicher Bezirk (Ward) des Distriktes Muleba in der tansanischen Region Kagera.

## Geografie
Ngenge liegt im Nordwesten von Tansania westlich der Bezirkshauptstadt Muleba. Die Fläche des Bezirks beträgt 284,7 Quadratkilometer, bei der Volkszählung 2022 wohnten 28.692 Menschen in 5971 Haushalten.

## Gliederung
Der Bezirk besteht aus fünf Gemeinden (Mtaa) mit 31 Orten (Kitongoji):
| Ngenge - Ngenge - Rukanya - Omukaiho - Mukoma A - Mukoma B - Kihya - Rwembirizi - Kalimalimo - Kabinyinya | Kishuro - Kishuro - Omukinyungu - Rubondo - Nyakalembe - Binoni - Kamahuli | Rukindo - Kamushenya - Rwenshoigo - Rushasha - Rurongo - Kakindo - Kigasha | Rwigembe - Kirumba/ Rwigembe - Bikago - Mabalegera - Rubale - Kikagate - Kaiho | Nyakanyasi - Mweyanjale - Nyakanyasi - Kyetema - Kanshenye |

## Infrastruktur
- Bildung: Die Secondary School Ngenge bildet Mädchen und Burschen bis zur 4. Stufe aus.[6]
- Gesundheit: Im Bezirk befinden sich zwei private Apotheken. Die eine in Kishuro wird von der römisch-katholischen Kirche geführt,[7] die zweite in Ngenge von der evangelischen Kirche.[8]